# Celastrina philippina
Celastrina philippina is een vlinder uit de familie van de Lycaenidae. De wetenschappelijke naam van de soort is voor het eerst gepubliceerd in 1889 door Georg Semper.

## Verspreiding
De soort komt voor in de Filipijnen en in Indonesië.

## Ondersoorten
- Celastrina philippina philippina (Semper, 1889)
  - = Cyaniris philippina philippina Semper, 1889
- Celastrina philippina nedda (Grose-Smith, 1894)
  - = Cyaniris nedda Grose-Smith, 1894
  - = Lycaenopsis nedda (Grose-Smith, 1894)
- Celastrina philippina cinctuta (Grose-Smith, 1895)
  - = Cyaniris cinctuta Grose-Smith, 1895
- Celastrina philippina phuste (Druce, 1895)
  - = Cyaniris phuste Druce, 1895
- Celastrina philippina epicharma (Fruhstorfer, 1910)
  - = Cyaniris phuste epicharma Fruhstorfer, 1910
- Celastrina philippina gradeniga (Fruhstorfer, 1910)
  - = Cyaniris gradeniga Fruhstorfer, 1910
  - = Lycaenopsis nedda proba Fruhstorfer, 1922
- Celastrina philippina labranda (Fruhstorfer, 1917)
  - = Lycaenopsis nedda labranda Fruhstorfer, 1917
- Celastrina philippina vulcanica (Rothschild, 1915)
  - = Lycaenopsis vulcanica Rothschild, 1915
- Celastrina philippina lychorida (Fruhstorfer, 1922)
  - = Lycaenopsis lychorida Fruhstorfer, 1922